# Чандрараджа I
Чандрараджа I (гінді चंद्रराज प्रथम; д/н — 771) — 6-й нріпа Сакамбхарі бл. 759—771 роках.

## Життєпис
Походив з раджпутського клану Чаухан. Син нріпи Віґрахараджи I (за менш правдоподібною версією — нгріпи Нарадеви). Посів трон близько 759 року. У першій половині 760-х років скористався кризою в Кашмірській державі здобувши незалежність. Висувається версія, що воював проти Васудеви з династії Томар, але це дискусійно. Втім свідчення бойових дій проти Нагабхати I, магараджахіраджи держави Гуджара-Пратіхарів. Чандрараджа I вдалося зберегти самостійність. Також ймовірно в цей час з'являється загроза з боку валі (намісників) Сінду Багдадського халіфату.
Помер Чандрараджа I близько 771 року. Йому спадкував брат Гопендрараджа.